# Emily Dische-Becker
Emily Dische-Becker (* 1983 in West-Berlin) ist eine deutsche Veranstaltungskuratorin und Journalistin. Im Zusammenhang mit der Antisemitismus-Kontroverse um die documenta fifteen kam es 2022 zu Auseinandersetzungen um Dische-Becker, die für eine beratende Funktion vorgesehen war.

## Leben
Dische-Becker ist die in Berlin aufgewachsene Tochter der Schriftstellerin Irene Dische und des Rechtsanwalts Nicolas Becker. Ihr älterer Bruder ist der Übersetzer Léon Dische-Becker. Ihre Großeltern mütterlicherseits Zacharias Dische und Renate Rother wurden von den Nationalsozialisten als Juden verfolgt und ins Exil getrieben. Väterlicherseits war der Jurist und Bildungspolitiker Hellmut Becker ihr Großvater und Carl Heinrich Becker, Orientalist sowie preußischer Kultusminister in der Zeit der Weimarer Republik, ein Urgroßvater.
Sie studierte Geschichte am privaten Bard College. Von 2006 bis 2012 arbeitete sie als freie Journalistin in Beirut und schrieb u. a. für das Magazin Der Spiegel. Nach eigenen Angaben war sie von Ende 2010 bis Ende 2012 bei der englischsprachigen Webseite der Zeitung al-Akhbar „als Researcherin an den WikiLeaks-Enthüllungen, die mit dem arabischsprachigen Raum zu tun hatten“, tätig. Sie habe den Libanon verlassen, zum Teil, weil sie die Verfolgung durch die Hisbollah fürchtete, sagte sie gegenüber der Tageszeitung. Vor allem ihr Mann sei durch seine Kritik an der islamistisch-schiitischen Partei in Gefahr gewesen. Von 2013 bis 2014 betrieb sie gemeinsam mit Hisham Ashkar den englischsprachigen, gemäß Eigendefinition “modest blog” exit left. Anlässlich der Verleihung der Goethe-Medaille 2017 hielt sie die Laudatio auf eine der Preisträgerinnen, die libanesische Schriftstellerin Emily Nasrallah.
Für Die Welt verfasste Emily Dische-Becker einen Artikel über den Holocaustüberlebenden Fred Terna. Außerdem schrieb sie für Die Zeit, Frankfurter Allgemeine Zeitung, Übermedien, Krautreporter, Block Magazin, 60pages, Protocols und Harper’s Magazine. Für das investigative Institut Forensic Architecture arbeitete sie an einer Rekonstruktion des rechtsextremen Terroranschlags in Hanau 2020 mit.
Gemeinsam mit dem Kameramann und Regisseur Karam Ghossein produzierte sie dessen 22 Minuten langen Kurzfilm Street of Death. Die libanesisch-deutsche Koproduktion wurde auf der Berlinale 2017 im Programm Berlinale Shorts gezeigt und dessen Regisseur Karam Ghossein dafür mit dem Audi Short Film Award ausgezeichnet. Der Film lief auf zahlreichen weiteren Festivals in Europa und Lateinamerika, in Montréal, Istanbul und bei den Palestine Cinema Days 2018.
Zusammen mit Susan Neiman und Stefanie Schüler-Springorum konzipierte sie für das Einstein Forum die internationale Konferenz „Hijacking Memory“, die vom 9. bis 12. Juni 2022 im Haus der Kulturen in Berlin stattfand und sich mit der Vereinnahmung des Holocaust durch die Neue Rechte beschäftigte. Die Konferenz wurde konzeptionell sowie hinsichtlich der Inhalte der Vorträge teilweise stark kritisiert und in den Medien kontrovers diskutiert. Dische-Becker, die sich als „linke deutsche Jüdin“ bezeichnet, gehörte zu den Initiatoren der Jerusalemer Erklärung zum Antisemitismus und ist Mitglied der Koordinationsgruppe dieser Initiative.

## Kontroversen
Im Zusammenhang mit Kunstwerken mit antisemitischen Elementen bei der documenta fifteen brachte die damalige Generaldirektorin Sabine Schormann am 13. Juli 2022, drei Tage vor ihrem Rücktritt, Emily Dische-Becker ins Gespräch. Man habe die „Koordination“ eines fünfköpfigen Beraterteams zur Unterstützung der Künstlerischen Leitung und der Künstlerinnen sowie der gGmbH an Dische-Becker übertragen. Die Aufgaben dieses Gremiums seien „umfassende Beratung zu (auch medialen) Fragen mit Bezug zu Antisemitismus und dem israelisch-palästinensischen Verhältnis sowie umfassende Unterstützung bei der Planung, Durchführung und Organisation der geplanten Expert*innen-Foren“ gewesen. Die Mitglieder des Gremiums habe Dische-Becker „aufgestellt“, darunter Anselm Franke (damals Leiter des Bereichs Bildende Kunst und Film, Haus der Kulturen der Welt) und Ofer Waldmann (Autor, Redner und Berater zu deutsch- bzw. europäisch-israelischen Fragestellungen). Dische-Becker widersprach dem wenige Tage nach der Ernennung: Sie wisse nichts von einer solchen übertragenen Koordination des Beraterteams.
Am 14. Juli – am selben Tag erschien ein Artikel in der SZ – führte Die Zeit ein Interview mit Emily Dische-Becker und Anselm Franke, der dem ehemaligen documenta-Beraterteam angehörte. Franke ging auf Schormanns Erklärung ein und betonte, dass nun der fehlerhafte Eindruck entstanden sei, „dieses Team sei als Ersatz für ein Antisemitismus-Expertengremium engagiert worden. Es habe vielmehr eine beratende, vermittelnde Funktion innerhalb der documenta gehabt, definitiv keine öffentliche und auch keine im Sinne eines Antisemitismus-Expertengremiums.“ Dische-Becker und Franke gaben an, nicht als Experten zur Verfügung gestanden zu haben und sich dementsprechend auch verhalten zu haben. Dische-Becker bezeichnete ihre Beteiligung in der als We-need-to-talk bekanntgewordene Runde der documenta-Guides als ein informelles Gespräch und betonte, dass sie niemals zuvor eine Schulung geleitet habe, auch nicht zu Themen, die Antisemitismus zum Inhalt haben. Sie erklärte: „Ich möchte nicht der Sündenbock sein, weder für Inkompetenz bei Verantwortlichen der documenta noch für den deutschen Diskurs.“ Zu ihrer Position in diesem Diskurs sagte sie: „Als Mensch mit jüdischem Familienhintergrund empfinde es als Zumutung, dass ich für irgendwelche Deutschen mein Jüdischsein performen soll, bevor ich etwas Kritisches oder Sinnvolles sagen darf. Ich möchte allerdings auch keine innerjüdischen Diskurse für Deutsche performen.“ Sie betonte in diesem Kontext insbesondere ihre Positionierung als linke deutsche Jüdin.
Am 17. Juli veröffentlichte die in Beirut lebende Redakteurin Lena Bopp im Feuilleton der Frankfurter Allgemeinen Zeitung (FAZ) (als Reaktion auf den SZ-Artikel) einen Text, der Dische-Becker eine Nähe sowohl zu Boycott, Divestment and Sanctions (BDS) als auch zur israelfeindlichen libanesischen Hisbollah unterstellte. Sie sei für ihre Beraterfunktion und insbesondere die Ausführung von Online-Seminaren für documenta-Guides ungeeignet. Bopp berichtete, dass Dische-Becker in Beirut für die libanesische Zeitung Al Akhbar tätig war. Al Akhbar war laut Bopp 2006 Teil der arabischen Linken und näherte sich unter einer neuen Chefredaktion in späteren Jahren stark der islamistischen, antiisraelischen Hizbullah an. Kurioserweise seien „Texte von Emily Dische-Becker für „Al Akhbar“ im Internet kaum zu finden“. In dem Seminar der documenta-Guides sei Dische-Becker mit „fragwürdigen Ratschlägen auf den Umgang mit Vorwürfen des Antisemitismus“ eingegangen. Der Titel von Bopps Artikel lautete ursprünglich Der Hizbullah verbunden und wurde später in Schreiben in Hizbullah-Nähe umgewandelt. In einem zweiten Artikel der FAZ wenig später wurde zu Dische-Becker berichtet, dass sie von 2006 bis 2015 Mitarbeiterin von Al Akhbar gewesen sei.  Dische-Becker äußerte sich im Interview mit der Zeit, dass sie der Hisbollah ablehnend gegenüberstehe, und sagte, dass es kaum Inhalte zu ihrer Zeit bei Al Akhbar gebe, da sie nur einen einzigen Artikel als Co-Autorin verfasst habe. Sie sei auch nicht von 2006 bis 2015 für diese Zeitung tätig gewesen. Vielmehr sei sie von Ende 2010 bis Ende 2012 als Researcherin für die Plattform Al-Akhbar English an den WikiLeaks-Enthüllungen im arabischsprachigen Raum beteiligt gewesen. Ihr Anwalt stellte am 20. Juli 2022 Antrag auf eine einstweilige Verfügung gegen die FAZ bezüglich Lena Bopps Artikels Schreiben in Hizbullah-Nähe.
Am 20. Juli 2022 verteidigte Jürgen Kaube, Herausgeber der FAZ, die Vorwürfe gegen Dische-Becker. Maximilian Steinbeis (Verfassungsblog) kritisierte die seiner Ansicht nach hier unseriöse Berichterstattung der FAZ („Halb- und Unwahrheiten“). Die Aussagen von Dische-Becker über ihre Lebenslaufeckpunkte sieht Steinbeis durch „eidesstattliche Versicherungen aus der damaligen Al-Akhbar-Redaktion“ als gut belegt an.
In einem Artikel in der ZEIT vom 21. Juli 2022 betonte Thomas E. Schmidt erneut die Mitarbeit von Dische-Becker bei Al-Akhbar und bezeichnete Dische-Becker als eine „im postkolonialen Milieu bekannte Autorin“, sieht bei ihr aber keinerlei Verantwortung für den Antisemitismus-Eklat bei der documenta. Einen Bezug zur McCarthy-Ära hergestellt hatte zuvor der Journalist Georg Diez in Zusammenhang mit der Kritik an Dische-Becker. In der tageszeitung kritisierte er sachliche Fehler in der Berichterstattung über Dische-Becker und insgesamt eine diskursive „Enge“ im Umfeld der BDS-Thematik.
Meron Mendel, Leiter der Bildungsstätte Anne Frank, äußerte am 21. Juli 2022 im Hörfunksender Deutschlandfunk Kultur, Dische-Becker sei „mit ihrer klaren antiisraelischen Haltung […] vermutlich nicht die richtige Person“ gewesen, um „mit dem Antisemitismusvorwurf gegen die documenta umzugehen“. Es gebe aber keine Berechtigung der „Diffamierung“. Viele der Vorwürfe, insbesondere die Nähe zu Hisbollah, seien sachlich falsch gewesen.  Auf Qantara.de war rückblickend von einer „Rufmordkampagne gegen die Journalistin Emily Dische-Becker […]“ die Rede. Eyal Weizman meinte in der Berliner Zeitung, Dische-Becker sei „von einer vermeintlich seriösen Zeitung, die sich wie das letzte Boulevardblatt benahm, als Hisbollah-Sympathisantin bezeichnet“ worden.
Der Historiker A. Dirk Moses sprach im Sammelband Historiker streiten. Gewalt und Holocaust – Die Debatte (hrsg. von Susan Neiman und Michael Wildt, Berlin 2022) von „Anti-Antisemitismus-Kampagnen“ gegen die documenta fifteen in Kassel „und das damit verbundene beschämende Mobbing der Publizistin Emily Dische-Becker in den Tageszeitungen“.

## Übersetzung
- mit Léon Dische-Becker: Jakob Nolte: Alff. Übersetzung ins Englische, ISBN 978-3-9816970-2-5.